# Holy City Zoo
El Holy City Zoo, que se llamó a sí mismo "la casa club del comediante", era un pequeño pero influyente club de comedia en San Francisco que funcionó desde mediados de los años setenta hasta mediados de los noventa.

## Descripción
El Holy City Zoo  estaba ubicado en 408 Clement Street, entre las avenidas 5 y 6 en el distrito de Richmond en San Francisco. Era una pequeña caverna oscura que tenía una ocupación máxima de 78. El bar vendía cerveza, vino y refrescos. Había un pequeño escenario contra la pared del fondo. Unas pocas escaleras hacia la izquierda conducían a un pequeño balcón conocido como "The John Wilkes Booth". 

## Historia
El club obtuvo su nombre de un letrero que el primer propietario, Robert Steger, recogió de forma gratuita en una venta de cierre de negocios en el zoológico local en Holy City, California . Se había detenido allí para comprar mesas y sillas de madera roja para el club.
En ese momento, el Holy City Zoo era un club de música popular. El primer comediante en actuar en el club en una noche abierta de micrófonos fue Jim Giovanni, un impresionista, alrededor de 1971. No hubo un show de comedia en el zoológico de Holy City antes de la aparición de Giovanni, y permaneció en ese lugar realizando comedia todas las noches durante casi tres años. Más tarde, otros cómicos que buscaban un lugar encontraron el zoológico y gradualmente desplazaron la música popular. 
En 1975, Steger vendió el negocio a Peter Reines. Al principio, el "Zoo" continuó ofreciendo música tradicional cinco noches a la semana y estaba cerrado los domingos. Reines fue abordado por el músico / comediante de San Francisco, José Simon, quien sugirió agregar la comedia de stand up como otra forma de entretenimiento. Varios comediantes tenían espectáculos en el sótano de una iglesia y querían más un ambiente de discoteca. Los domingos se convirtieron en noches de "micrófono abierto". Rápidamente se convirtió en un evento muy popular. Poco a poco, la comedia se amplió a siete noches a la semana. Bajo las habilidades promocionales y maestras de Tony DePaul, el zoológico ganó reconocimiento nacional e internacional. El primer productor oficial de comedia / gerente del club fue John Cantu, quien a menudo dormía en el escenario después de que el club cerraba por la noche.
Las noches de micrófono abierto continuaban una o dos noches a la semana durante toda la existencia del club. Cualquiera podría inscribirse en un set de cinco minutos, incluidos algunos comediantes que pasaron a ser estrellas. 
Continuó como un club de comedia a tiempo completo durante casi 20 años. El zoológico era una especie de "casa club" para los comediantes; Fue el destino para muchos después de un concierto para pasar el rato, cotillear, beber, quejarse sobre el negocio, y quizás echar un vistazo a un gran protagonista trabajando en material nuevo (sobre todo, Robin Williams, "que utilizó el club como su espacio de ensayo de barrio "  ).  
El productor de televisión George Schlatter vio por primera vez a Williams cuando actuaba en Holy City, y comentó sobre él "... porque la gente no podía creer lo que estaban viendo. Era personaje tras personaje y esa increíble entrega de ametralladoras". Rob Schneider a menudo podía ser visto dando vueltas fuera del club esperando para subir al escenario porque era menor de edad.  
Debido a un vecindario cambiante y la falta de una licencia de licor completa, el club nunca tuvo solvencia financiera y cambió de dueño muchas veces. Entre las diversas personas que poseían o eran copropietarios del zoológico se encontraban Steger, Reines, Cantú, Jason Cristoble, Tom Sawyer, el gerente de talentos Bob Fisher, el comediante Jim Samuels y, al final, Gilda y George Forrester (padres de los gerentes del zoológico Tracy Forrester) y Will y Debi Durst (quienes retuvieron los derechos de la marca registrada "Holy City Zoo"),
The Zoo cerró al menos una vez en la década de 1980, reabriendo brevemente como Ha-Ha-A-Go-Go (conTom Sawyer). En 1988, varios cómicos del club habían sido grabados para la realización de un especial de televisión de dos horas producido por George Schlatter, The Comedy Club Special, presentado por Dudley Moore . El Holy City Zoo finalmente cerró definitivamente en 1994 y se convirtió en un bar de karaoke. En los últimos años, el zoológico de Holy City fue propiedad de Bob Fisher y Jim Samuels, siendo este último el ganador de 1982 del Concurso Internacional de Comedia de San Francisco. El cierre final del zoológico fue un "maratón de despedida" de 24 horas organizado por Jeremy S. Kramer y corrió desde la medianoche del 29 de agosto hasta la medianoche del 30 de agosto. Robin Williams dijo de la desaparición del club "como alguien que tira del soporte vital de su tía. Es deprimente. El zoológico era el útero ".
El 18 de enero de 1996, el club fue revivido temporalmente como el "The New Zoo" sin fines de lucro para las noches semanales de micrófono abierto los jueves en su ubicación original (ahora llamada Seaport Tavern). El copropietario Jim Samuels murió en 1990 a los 41 años por lo que solo el copropietario Bob Fisher estuvo presente y promovió la reapertura.
El 20 de abril de 2011, la compañía de comedia del Área de la Bahía, Sylvan Productions, comenzó a organizar un micrófono abierto semanal el miércoles por la noche y exhibiciones regulares de los sábados en Dirty Trix Saloon, trayendo la comedia a la ubicación histórica.

## Lista de artistas
La siguiente es una lista parcial de comediantes y otros artistas que comenzaron o tuvieron presentaciones en el zoológico de Holy City: 
- Tim Bedore
- A. Whitney Brown
- Larry Bubbles Brown
- Blaine Capatch
- Dana Carvey
- Margaret Cho
- Brian Copeland
- Ellen DeGeneres
- Nora Dunn
- Will Durst
- Jim Earl (Lank y Earl)
- David Feldman
- Bobcat Goldthwait
- Dana Gould
- Jake Johannsen
- El asombroso Johnathan[15]
- Laurie Kilmartin
- Kevin Meaney
- Kevin Bacon
- Marc Maron
- Kevin Nealon[16]
- Patton Oswalt
- Paula Poundstone
- Bill Rafferty[17]
- Rob Schneider
- Bobby Slayton[18]
- Carrie Snow[19]
- Barry Sobel
- Warren Thomas
- Aisha Tyler[20]
- Robin Williams